# Betty (roman de McDaniel)
Pour les articles homonymes, voir Betty.
Pour le roman de Georges Simenon, voir Betty (roman de Simenon).
Betty (titre original en anglais : Betty) est un roman de l'écrivaine américaine Tiffany McDaniel paru originellement le 18 août 2020 aux éditions Alfred A. Knopf et en français le 20 août 2020 aux éditions Gallmeister. Il a reçu la même année le prix du roman Fnac.

## Résumé
Betty est une métisse autochtone vivant dans les années 1950/60 dans une ville fictionnelle du Sud de l'Ohio en Amérique. Là-bas, elle grandit entourée de ses frères et sœurs, sa mère et son père, un cherokee empreint des traditions familiales ancestrales qu'il a la volonté de transmettre à ses enfants. Mais au milieu de cette vie aux apparences paisibles, Betty va pourtant devoir faire face à la noirceur du monde.

## Accueil critique
Le roman est particulièrement remarqué par la critique lors de sa parution en français,,,,, et reçoit le 19e prix du roman Fnac le 9 septembre 2020 (par un jury composé de 400 libraires et 400 adhérents Fnac),. Il est également retenu dans les six livres finalistes pour le prix Femina étranger la même année.

## Éditions
- (en) Betty, Alfred A. Knopf / Random House, 2020, 480 p.,  (ISBN 9780525657071)[10]
- Éditions Gallmeister, trad. François Happe, 2020,  (ISBN 978-2-35178-245-3)[11]